# اللجنة الأولمبية التركية

اللجنة الأولمبية التركية (بالتركية: Türkiye Milli Olimpiyat Komitesi, TMOK)‏ هي اللجنة الأولمبية التي تحكم تركيا. وهي واحدة من أقدم اللجان الأولمبية الوطنية في العالم، التي تأسست في عام 1908 واُعترف بها في عام 1911.
ويقع مقرها في إسطنبول، تركيا.